# 62. вечити дерби у фудбалу
62. вечити дерби у фудбалу је фудбалска утакмица одиграна у Београду 7. маја 1978. године, између Црвене звезде и Партизана. Утакмица се завршила резултатом 3 : 2 (1 : 0) за Партизан.